# Filippo Severoli
Filippo Severoli (Faenza, 16 novembre 1762 – Fusignano, 6 ottobre 1822) è stato un generale italiano, nei ranghi dell'Armata d'Italia, poi dell'Esercito del Regno d'Italia e successivamente dell'Esercito imperiale austriaco con il grado di tenente-maresciallo, governatore di Piacenza, conte di Hannover per volontà di Napoleone Bonaparte.
Fu una figura importante della storia faentina e italiana: infatti fu il primo italiano ad avere generali francesi ai suoi ordini e fu considerato da Napoleone in persona il suo miglior generale italiano tanto da conferirgli il titolo di conte di Hannover e da volere il suo nome scolpito (tra i rari generali italiani) nell'Arco di Trionfo a Parigi.
Si sa di certo della sua affiliazione alla massoneria, della quale fece parte dal 1804, e del suo giacobinismo, del quale egli fece sempre sfoggio e vanto. Si dibatte invece sulla sua origine, contesa fra Faenza e Fusignano.
A lui fu intitolata la Caserma di San Domenico, che occupava l'ex convento omonimo, distrutta dai bombardamenti il 19 maggio 1944.

## Carriera
Giacobino entusiasta, nasce a ridosso della rivoluzione francese, della quale s'innamorerà fin da giovane e porterà per sempre i suoi ideali.
Con la discesa di Napoleone in Italia del 1797, quando anche Faenza viene occupata, diviene uno dei membri del governo provvisorio della Romagna.
Nello stesso anno, affascinato dalle imprese belliche del condottiero corso, si arruola e consegue in breve tempo il grado di colonnello (1798). Nel 1800 viene promosso generale di brigata, e partecipa alla seconda campagna d'Italia.
Nel 1806, partecipa all'occupazione del Regno di Napoli e ha un ruolo di rilievo nella repressione del brigantaggio.
Nel 1807 viene mandato a coadiuvare il generale Pietro Teulié, che con la sua divisione cinge d'assedio la piazzaforte di Kolberg. Alla morte del Teulié, Filippo Severoli prende il comando delle operazioni (anche se il comando nominale resta al francese Loison). La guarnigione prussiana di Kolberg resistette fino alla firma del trattato di Tilsit nel luglio del 1807. La divisione Teulié, ormai sotto il comando di Severoli, partecipa nell'agosto dello stesso anno alla conquista della fortezza di Stralsund, dove resisteva ancora un forte contingente svedese. Fu una delle ultime azioni di quella campagna.
Nel 1809 la divisione Severoli prende parte alla guerra della quinta coalizione sotto il comando di Eugenio di Beauharnais. Combatte a Sacile il 16 aprile. In giugno si sposta con la sua divisione in Ungheria e combatte nella battaglia di Raab. Dopo la vittoria in questa battaglia, cinge d'assedio 18.000 austriaci a Presburgo, impedendo a un tale numeroso contingente di ricongiungersi con il grosso dell'esercito a Wagram. È in seguito alla campagna del 1809 che Severoli venne insignito della Legion d'onore e nominato Conte dell'Impero da Napoleone stesso.
Nel gennaio del 1810 viene inviato in Spagna per sostituire il generale Domenico Pino. In primavera combatte all'assedio di Hostalrich e nei pressi di Tarragona. Nel corso dell'estate si trova a dover fronteggiare innumerevoli azioni di guerriglia da parte degli spagnoli. Torna in Italia nell'autunno dello stesso anno.
Il 4 luglio del 1811 parte da Milano con quasi 9000 uomini diretto in Spagna per un secondo turno di servizio. Ai primi di settembre raggiunge Pamplona, dove stabilisce il proprio comando. Gli viene ordinato di presidiare un'area che si estende dalla Navarra all'Aragona. A fine dicembre viene inviato a dar manforte alle truppe napoleoniche che cingono d'assedio Valencia. Il 9 gennaio la guarnigione spagnola che difende la città si arrende. Alla fine dello stesso mese viene inviato a conquistare la fortezza di Peniscola. Nel giugno del 1813 una parte della sua divisione combatte con successo nella difesa di Tarragona, attaccata via mare da un corpo di spedizione inglese. Nell'autunno del 1813 viene richiamato in patria con tutta la sua divisione.
Nel gennaio del 1814 giunge in Italia, e subito il viceré Eugenio di Beauharnais gli affida l'incarico di difendere Piacenza per poi occupare Parma, incarico che svolse con straordinaria efficienza contro le truppe della sesta coalizione, di gran lunga superiori nel numero. Tuttavia, il 7 marzo 1814 la sua divisione viene attaccata nei pressi di Reggio Emilia dalle truppe del regno di Napoli comandate da Gioacchino Murat, passato allo schieramento anti-napoleonico. Durante quest'ultima battaglia, Filippo Severoli viene ferito a una gamba da un colpo di cannone ed è costretto a cedere il comando. Subirà l'amputazione dell'arto.
Finita l'era napoleonica, fu inquadrato nei ranghi dell'Esercito imperiale austriaco, con il grado di luogotenente feldmaresciallo, e gli fu affidato il governo della fortezza di Piacenza dal 1820 al 1822.
Nel 1822 si ritirò a causa di una grave malattia, forse legata alle ferite riportate in guerra, e morì nello stesso anno a Fusignano, dove la sua famiglia aveva una villa. Le sue spoglie riposano nell'Oratorio dell'Angelo Custode.